# Sci alpino ai XX Giochi olimpici invernali - Discesa libera femminile
Tra le competizioni dello sci alpino ai XX Giochi olimpici invernali di Torino 2006 la discesa libera femminile si disputò mercoledì 15 febbraio a San Sicario Fraiteve di Cesana Torinese; l'austriaca Michaela Dorfmeister vinse la medaglia d'oro, la svizzera Martina Schild quella d'argento e la svedese Anja Pärson quella di bronzo.
Detentrice uscente del titolo era la francese Carole Montillet, che aveva vinto la gara dei XIX Giochi olimpici invernali di Salt Lake City 2002 disputata sul tracciato di Snowbasin precedendo l'italiana Isolde Kostner (medaglia d'argento) e l'austriaca Renate Götschl (medaglia di bronzo); la campionessa mondiale in carica era la croata Janica Kostelić, vincitrice a Bormio/Santa Caterina Valfurva 2005 davanti all'italiana Elena Fanchini e alla Götschl.

## Risultati
| Pos. | Atleta                  | Nazione       | Tempo   | Distacco |
| ---- | ----------------------- | ------------- | ------- | -------- |
| 1    | Michaela Dorfmeister    | Austria       | 1:56,49 |          |
| 2    | Martina Schild          | Svizzera      | 1:56,86 | +0,37    |
| 3    | Anja Pärson             | Svezia        | 1:57,13 | +0,64    |
| 4    | Renate Götschl          | Austria       | 1:57,20 | +0,71    |
| 5    | Nadia Styger            | Svizzera      | 1:57,62 | +1,13    |
| 6    | Petra Haltmayr          | Germania      | 1:57,69 | +1,20    |
| 7    | Julia Mancuso           | Stati Uniti   | 1:57,71 | +1,22    |
| 8    | Alexandra Meissnitzer   | Austria       | 1:57,78 | +1,29    |
| 8    | Lindsey Vonn            | Stati Uniti   | 1:57,78 | +1,29    |
| 10   | Nadia Fanchini          | Italia        | 1:57,84 | +1,35    |
| 11   | Chemmy Alcott           | Regno Unito   | 1:57,85 | +1,36    |
| 12   | Fränzi Aufdenblatten    | Svizzera      | 1:57,96 | +1,47    |
| 13   | Lucia Recchia           | Italia        | 1:58,30 | +1,81    |
| 14   | Sylviane Berthod        | Svizzera      | 1:58,36 | +1,87    |
| 15   | Marie Marchand-Arvier   | Francia       | 1:58,39 | +1,90    |
| 16   | Ingrid Jacquemod        | Francia       | 1:58,46 | +1,97    |
| 17   | Janette Hargin          | Svezia        | 1:58,53 | +2,04    |
| 18   | Jessica Lindell Vikarby | Svezia        | 1:58,56 | +2,07    |
| 19   | Stacey Cook             | Stati Uniti   | 1:58,70 | +2,21    |
| 20   | Emily Brydon            | Canada        | 1:58,97 | +2,48    |
| 21   | Kirsten Clark           | Stati Uniti   | 1:59,07 | +2,58    |
| 22   | Nike Bent               | Svezia        | 1:59,17 | +2,68    |
| 23   | Dagný Kristjánsdóttir   | Islanda       | 1:59,43 | +2,94    |
| 24   | Kelly VanderBeek        | Canada        | 1:59,63 | +3,14    |
| 25   | Petra Robnik            | Slovenia      | 1:59,66 | +3,17    |
| 26   | Shona Rubens            | Canada        | 2:00,30 | +3,81    |
| 27   | Sherry Lawrence         | Canada        | 2:00,47 | +3,98    |
| 28   | Carole Montillet        | Francia       | 2:01,03 | +4,54    |
| 29   | Elena Fanchini          | Italia        | 2:01,06 | +4,57    |
| 30   | Carolina Ruiz           | Spagna        | 2:01,09 | +4,60    |
| 31   | Alexandra Coletti       | Monaco        | 2:01,34 | +4,85    |
| 32   | Daniela Merighetti      | Italia        | 2:01,76 | +5,27    |
| 33   | Olesja Alieva           | Russia        | 2:02,06 | +5,57    |
| 34   | Chirine Njeim           | Libano        | 2:02,86 | +6,37    |
| 35   | Soňa Maculová           | Slovacchia    | 2:03,63 | +7,14    |
| 36   | Jana Gantnerová         | Slovacchia    | 2:04,60 | +8,11    |
| 37   | Eva Hučková             | Slovacchia    | 2:05,32 | +8,83    |
| 38   | Andrea Casasnovas       | Spagna        | 2:06,73 | +10,24   |
| 39   | Miriam Vázquez          | Argentina     | 2:07,42 | +10,93   |
| 40   | Christelle Laura Douibi | Algeria       | 2:09,68 | +13,19   |
|      | Tina Weirather          | Liechtenstein | DNF     | DNF      |
|      | Urška Rabič             | Slovenia      | DNF     | DNF      |
|      | Elisabeth Görgl         | Austria       | DNF     | DNF      |
|      | Leyre Morlans           | Spagna        | DNF     | DNF      |
|      | Janica Kostelić         | Croazia       | DNS     | DNS      |

Legenda:

DNF = prova non completata

DNS = non partita

Pos. = posizione

Ore: 12.00 (UTC+1)

Pista: Fraiteve Olympique

Partenza: 2 538 m s.l.m.

Arrivo: 1 738 m s.l.m.

Lunghezza: 3 058 m

Dislivello: 800 m

Porte: 43

Tracciatore: Jan Tischhauser (FIS)